# أ. تي سوندرز
أ. تي سوندرز (بالإنجليزية: A. T. Saunders)‏ هو مؤرخ أسترالي، ولد في 4 سبتمبر 1854، وتوفي في 3 نوفمبر 1940.